# Palacio Episcopal de Urgel

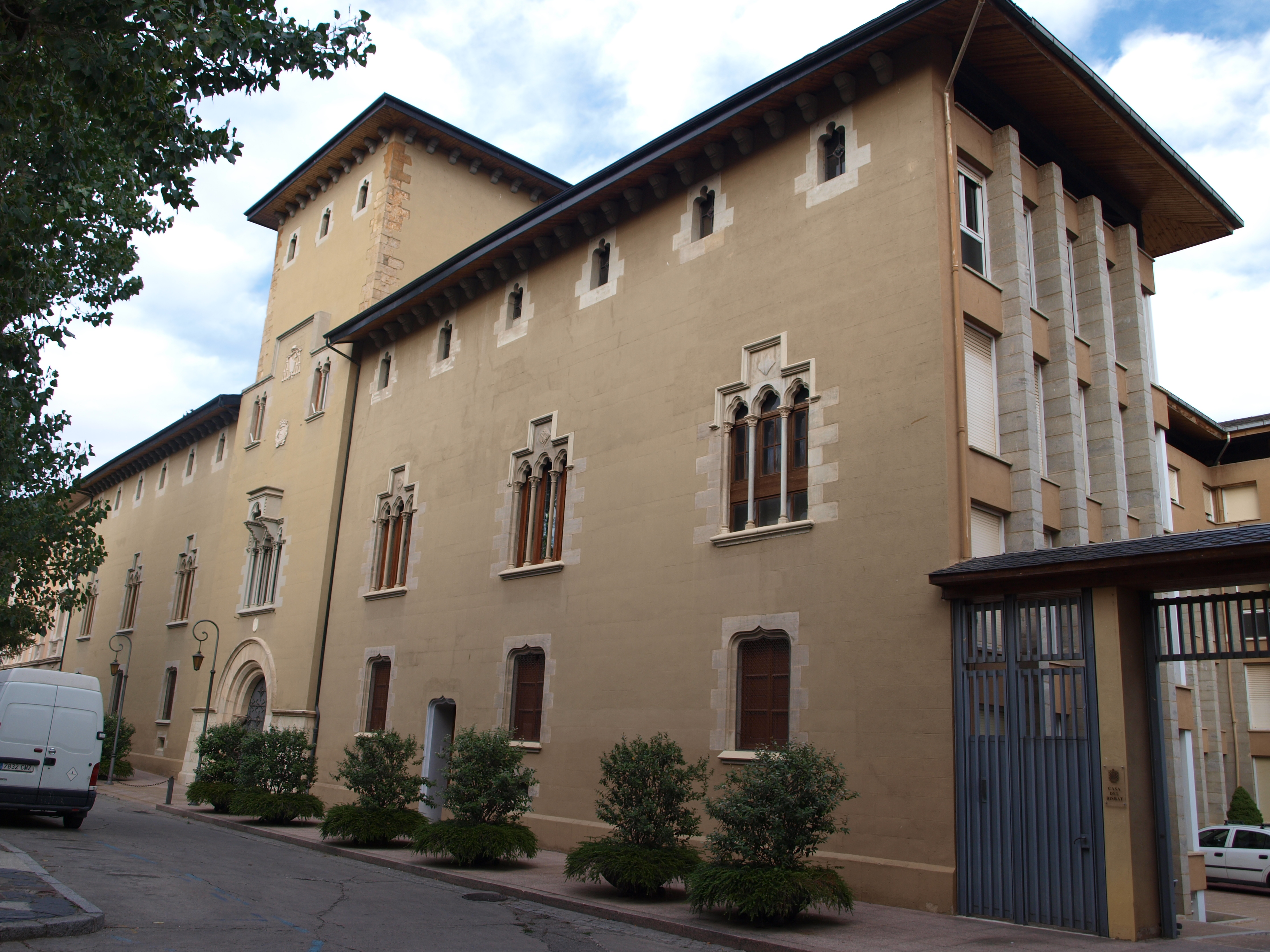
Fachada principal del Palacio Episcopal de Urgel

El Palacio Episcopal de Urgel es la sede del Obispado de Urgel y, por tanto, residencia oficial del copríncipe de Andorra. Situada en el patio del Palau, tras la calle de los Canónigos, en la ciudad Seo de Urgel (Lérida).
Se encuentra al este de la ciudad sobre una terraza del río Segre, cerca de la Catedral de Urgel, el Museo Diocesano de Urgel, la  iglesia de San Miguel y al lado de los antiguos juzgados. La última restauración y ampliación entre 1973 y 1975 por iniciativa del obispo Joan Martí i Alanis, se llevó a cabo con motivo de instalar allí las oficinas del obispado, la Delegación Permanente de Andorra y el Archivo Episcopal. Es un gran edificio de tres pisos, que conserva en la fachada principal ventanas góticas, especialmente ornamentadas las de la segunda planta. Entre 1995 y 1998 se reformó el salón del Trono y las dependencias anexas.

## Historia

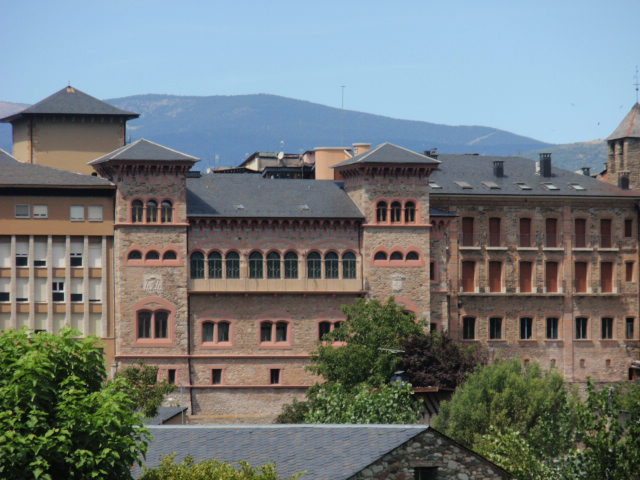
Vista posterior del Palacio Episcopal de Urgel

Antiguo en sus orígenes, fue reformado en la primera mitad del siglo XV y reconstruido en la segunda mitad del siglo XIX por decisión de los obispos Caixal y Casañas. Ha sido restaurado y ampliado entre 1973 y 1975 por iniciativa del anterior prelado Joan Martí i Alanis. La restauración y ampliación de la catedral de Urgel fue promovida por Ot, obispo y futuro santo, la catedral fue terminada en 1182. La última década de esa centuria, la población de Seo de Urgel sufrió el ataque de las fuerzas del Raimundo Roger de Foix y de Arnaldo I de Castellbó, los cuales, cometieron graves daños en toda la comarca. En otra ocasión, en 1396, el conde Mateo I de Foix consiguió apoderarse de la Seo de Urgel la incendió y devastó. Numerosas guerras tuvieron su escenario directa o indirectamente en la Seo de Urgel desde las guerras de Juan II de Aragón hasta la de Sucesión.

## Capilla de la Virgen de los Dolores
La Capilla de la Virgen de los Dolores, es una construcción que está adosada al Palacio Episcopal, posiblemente realizada en el siglo XVI, está cubierta con una bóveda de crucería gótica. Ha hecho la función de almacén donde se guardaban los grupos procesionales de Semana Santa. Los muros del exterior se encuentran enyesados.

Esta antigua iglesia sin culto desde hace años está en obras para acoger los fondos de los archivos del Obispado de Urgel que actualmente se encuentran en el interior del palacio. Este edificio anexo al palacio estará blindado y se habilitará una sala para conferencias y exposiciones.